# Tomasz Połacik
Tomasz Piotr Połacik – polski matematyk, doktor habilitowany nauk matematycznych, profesor Uniwersytetu Śląskiego w Katowicach.

## Życiorys
Ukończył studia matematyczne na Uniwersytecie Śląskim w Katowicach. Związany zawodowo z Instytutem Matematyki na Wydziale Nauk Ścisłych i Technicznych UŚ. W 1990 obronił pracę magisterką napisaną pod kierunkiem Piotra Wojtylaka, a w 1996 doktorat Kwantyfikatory rzędu drugiego w logice intuicjonistycznej napisany pod kierunkiem tegoż. Habilitował się w 2009 na podstawie rozprawy Modele Kripkego dla intuicjonistycznych teorii pierwszego rzędu. Prowadzi badania z zakresu logiki matematycznej (modele Kripkego, logiki intuinicjonistyczne).